# Matheus Nunes
Matheus Luiz Nunes (* 27. August 1998 in Rio de Janeiro) ist ein portugiesisch-brasilianischer Fußballspieler. Der Mittelfeldspieler steht seit September 2023 bei Manchester City unter Vertrag.

## Karriere

### Verein
Matheus Nunes wurde in Rio de Janeiro geboren. Im Alter von 13 Jahren, übersiedelte er mit seiner Familie nach Portugal und trat der Fußball-Jugendabteilung der GDU Ericeirense bei. Zur Saison 2018/19 schloss er sich dem Zweitligisten GD Estoril Praia an, wo der früh in die erste Mannschaft integriert wurde. Am 7. Spieltag debütierte er in der Startformation beim 2:2-Unentschieden gegen den Varzim SC in der zweithöchsten portugiesischen Spielklasse. Er wurde in der 42. Spielminute für Renat Dadashov ausgewechselt. Zum Jahreswechsel wurde er häufiger eingesetzt und erregte dabei das Interesse höherklassigerer Vereine.
Am 31. Januar 2019 erwarb der Erstligist Sporting Lissabon 50 Prozent der Transferrechte von Matheus Nunes. Er unterschrieb bei Sporting Lissabon einen Vertrag bis Juni 2024, absolvierte aber in der verbleibenden Spielzeit kein Pflichtspiel für die erste Mannschaft, sondern kam nur in der Reserve zum Einsatz. In der darauffolgenden Saison 2019/20 spielte er nur in der U23. Im Anschluss an die beinahe dreimonatige Zwangspause aufgrund der COVID-19-Pandemie beorderte der neue Cheftrainer Rúben Amorim Nunes in den Kader der ersten Mannschaft. Am 25. Spieltag gab Nunes sein Debüt in der ersten Liga, als er beim 2:2-Unentschieden gegen Vitória Guimarães in der 66. Spielminute für Idrissa Doumbia eingewechselt wurde. In den nächsten Ligaspielen stand er regelmäßig in der Startelf.
Im August 2022 wechselte er nach England zu den Wolverhampton Wanderers.
Am 1. September 2023 wechselte Nunes am letzten Tag der Transferperiode innerhalb der Liga zu Manchester City. Er unterschrieb einen Vertrag bis zum 30. Juni 2028.

### Nationalmannschaft
Nunes spielt für die portugiesische Nationalmannschaft und gab sein Debüt am 9. Oktober 2021 beim 3:0 gegen Katar.

## Titel
International
- Klub-Weltmeister: 2023 (Manchester City)

England
- Meister: 2024 (Manchester City)
- Supercupsieger: 2024 (Manchester City)